# ヤマキチ醤油
ヤマキチ醤油（ヤマキチしょうゆ）は、かつて新潟県白根市（現在新潟市南区）にあったヤマキチ醤油醸造所が製造していた醤油のブランド。

## 概要
ヤマキチの商標で知られた味噌・醤油は、新潟県下はもとより近県にまで知られた白根町の特産物であった。 幕末に創業されたとされるヤマキチ醤油醸造所は、当初は紺屋（染色業）を本業としており、醤油醸造は副業的な位置づけであった。
明治時代に入ると、時代の流れに乗って急速に経済基盤を固め、醤油醸造業を拡大させていった。戦前の最盛期には、年間で醤油4,000石、味噌30,000貫という生産量を誇った。
戦後の苦しい時期を乗り越え、1953年（昭和28年）頃には醤油3,000石、味噌20,000貫の生産を達成した。 しかしながら、時代の変化とともに経営環境も変わり、1974年（昭和49年）には長い歴史を誇ったヤマキチの味噌・醤油製造は惜しまれつつもその幕を閉じることとなった。現在の新潟市南区（旧白根市）にあった醸造場の跡地は、リオンドール白根店となっている。